# Јагодићи (ТВ серија)
Јагодићи је српска телевизијска серија из 2012. године, наставак је серије Сва та равница.
За разлику од те серије, која је инспирисана истинитим догађајима описаним у књизи Ненада Чанка „Као и сва равница“, за ову серију на исту тему сценарио је сам написао Ђорђе Милосављевић.

## Радња
Радња серије је смештена у тридесете године прошлог века. Радња се дешава у банатском селу, а главни ликови су отац и његови синови, који пролазе кроз турбулентне везе.
Лајко се тешко навикава на улогу коју му је судбина наменила, да буде један од Јагодића, ванбрачни син грофа Милана, и полубрат Јована и Бранка. Али ни Бранку и Јовану није лако. Бранко схвата да га боравак у Француској није променио, и да је остао је исти какав је и био када је напуштао каштел пре четири године. Просечан сликар и несигуран у себе али још увек привлачан женама, неодољив као заводник и женскарош, али је неколико година старији, али и уморнији од свега. Јован је од пословног човека постао незаинтересован за свет око себе, прогоњен сећањима на изгубљену љубав, не излази из своје мрачне собе у каштелу. А гроф Милан се опоравља од можданог удара у Сланкамену. Убрзо почиње низ неразјашњених убиства, који буди успаване духове прошлости доводећи и овај пут у искушење опстанак породице Јагодић.

## Улоге
| Глумац                | Улога                   |
| --------------------- | ----------------------- |
| Драган Николић        | Гроф Милан Јагодић      |
| Дејан Луткић          | Јован Јагодић           |
| Гордан Кичић          | Бранко Јагодић          |
| Иван Босиљчић         | Лајко                   |
| Војин Ћетковић        | Светозар                |
| Слобода Мићаловић     | Аида                    |
| Нина Јанковић         | Александра Богдановић   |
| Наташа Нинковић       | Борјана Врањеш          |
| Зорана Бећић          | Софија Корнголд         |
| Горица Поповић        | Мариш-нени              |
| Давид Тасић           | Славен                  |
| Небојша Љубишић       | Чудра                   |
| Соња Дамјановић       | Голуба                  |
| Славица Вучетић       | Клара Хајрачек          |
| Радоје Чупић          | Золтан                  |
| Александар Ђурица     | Мишка кер               |
| Милорад Мандић        | Инспектор Ото Кунц      |
| Радослав Миленковић   | Поручник Васић          |
| Милош Самолов         | Десетар Масниковић      |
| Марко Николић         | Мате                    |
| Ивана В. Јовановић    | Луда Зора               |
| Мирослав Фабри        | Михаљ Шијачки           |
| Бојана Ковачевић      | Неговатељица Светислава |
| Душан Јакишић         | Јошка                   |
| Срђан Алексић         | Фидреш                  |
| Марко Марковић        | Бандика                 |
| Милорад Капор         | Лоћика                  |
| Љубиша Милишић        | Макош                   |
| Јовица Јашин          | Паор Игњат              |
| Даница Радуловић      | Паорова жена            |
| Ненад Пећинар         | Доктор Стефан           |
| Зоран Богданов        | Видан                   |
| Татјана Миланов       | Констанца Каначки       |
| Лазар Милосевић       | Чистач улице            |
| Бранислав Чубрило     | Управник затвора        |
| Александар Михајловић | Хотелски потрчко        |
| Предраг Момчиловић    | Конобар                 |
| Вишња Обрадовић       | Праља                   |
| Ратко Радивојевић     | Шеф сале у Сланкамену   |
| Јована Павловић       | Милена                  |
| Саша Торлаковић       | Чеда                    |
| Драган Ђорђевић       | Аидин кочијаш           |

## Епизоде
| Бр. еп. (укупно) | Бр. еп. (у сезони) | Наслов | Редитељ        | Сценариста         | Премијера          |
| --- | ------------------ | ------ | -------------- | ------------------ | ------------------ |
| 1 | 1                  |        | Мирослав Лекић | Ђорђе Милосављевић | 21. октобар 2012.  |
| На покладама, за време сеоске славе, газда Јован Јагодић доживљава трагедију. Његова жена Милица умире под нејасним околностима. Прошло је годину дана од Миличине смрти. Из Париза се враћа млађи брат Бранко. За ових годину дана на каштелу се много тога изменило. Брат Јован по цео дан борави у собе жалећи за вољеном женом. Када ипак изађе, одлази у град у сумњиви провод. О имању нико више не брине. Оно је запуштено, оптерећено хипотеком и нагомиланим дуговима те банкар Мител прети пленидбом каштела. Гроф Милан Јагодић се опоравља од мождане капи у Сланкамену не слутећи шта се догађа код куће. У Петровград је стигао и мистериозни бечки полицајац, инспектор Ото Кунц који започиње своју истрагу. Приближавају се овогодишње сеоске покладе...                                                                    |                    |        |                |                    |                    |
| 2 | 2                  |        | Мирослав Лекић | Ђорђе Милосављевић | 28. октобар 2012.  |
| Лајко одлази у посету мистериозној лепотици коју је упознао на јахању али му њен слуга Мате не дозвољава да јој приђе... По мишљењу слуге, Лајко није довољно господствен да би био одговарајући партнер његовој господарици. Исфрустрирани Лајко заказује бокс меч у сеоској кафани за новац. Бранко посећује оца, грофа Милана, у Сланкамену. На повратку у каштел, упознаје лепу Александру Богдановић и њеног млађег брата. Стари женскарош се буди у Бранку и он заказује састанак са Александром. На повратку у каштел непознати нападач га онесвешћује. Испитује га шта је инспектор Кунц тражио од њега. Лајко побеђује Макоша у тучи. Тајанствена поклада врши још један злочин... |                    |        |                |                    |                    |
| 3 | 3                  |        | Мирослав Лекић | Ђорђе Милосављевић | 4. новембар 2012.  |
| На повратку у каштел, Јован и Бранко проналазе убијеног Макоша... Инспектор Ото Кунц и поручник Васић, свако за свој рачун, отпочињу истрагу. Сумња пада на Лајка који се боксовао са убијеним Макошом. Бранко их обавештава о нападу који је доживео.То скреће истрагу у другом правцу. Лајко користи прилику када Мате није ту и посећује мистериозну лепотицу Софију. Између њих двоје рађа се љубав. Банкар Мител долази на каштел у намери да спроведе инвентарну листу због неплаћених дугова. На каштел долази и лепа Борјана Вранеш, спиритисткиња... |                    |        |                |                    |                    |
| 4 | 4                  |        | Мирослав Лекић | Ђорђе Милосављевић | 11. новембар 2012. |
| Доктор Беницки саопштава Јовану праву истину о околностима Миличине смрти. Борјана је говорила истину. Јовану је тешко да у то поверује јер још увек не верује у спиритизам. Одлази до Борјане а онда сазнаје и истину о својој болести, коју је наследио од претка Петра Јаконића, родоначелника племства Јагодића...Лајко и Чудра припремају нови бокс меч у сеоској крчми. Бранко се састаје са Александром Богдановић и договарају да на каштелу направе соаре "младих генерација старог племства"... Јован тражи од Борјане да остане на каштелу. Њихов однос прераста обично познанство и пријатељство... |                    |        |                |                    |                    |
| 5 | 5                  |        | Мирослав Лекић | Ђорђе Милосављевић | 18. новембар 2012. |
| У Сечњу су паори ухватили тајанствену покладу која чини злочине. Затворили су је у амбар и послали по жандаре у Бечкерек. Испоставља се да је ухваћени «убица» наш стари знанац који се куне да нема везе са злочином. Бранко наговара Александру Богдановић да остане и проведе ноћ с њим. Александра се нећка али на крају пристаје. Њих двоје изгледају као заљубљени пар. Лајко и Софија више не скривају осећања која имају једно за друго. И Јован и Борјана Вранеш имају чудан међусобни однос. Јован још увек не верују у њене спиритистичке способности и потискује осећања која она код њега изазива. Борјана одлучује да ствари узме у своје руке и преузима иницијативу... |                    |        |                |                    |                    |
| 6 | 6                  |        | Мирослав Лекић | Ђорђе Милосављевић | 25. новембар 2012. |
| Бранко Јагодић одлази по фотографију која може компромитовати Александру и њега али, на своје запрепашћење, схвата да фотограф Бандика намерава да га помоћу ње уцењује претећи да ће је публиковати у локалним новинама. Спиритисткиња Борјана, која је опет имала визију, говори Јовану од кога је наследио своју болест. Моли га да се ослободи ланаца прошлости, чак и одевних ствари покојне супруге које леже у сандуку на тавану и да почне поново да живи. Јован је узнемирен, затечен, осећање љубави која се поново рађа у њему узнемирује га и он тражи од Борјане да напусти каштел .... Инспектор Кунц и поручник Васић посећују Мишку у затвору верујући да им може помоћи у расветљавању актуелних злочина.. |                    |        |                |                    |                    |
| 7 | 7                  |        | Мирослав Лекић | Ђорђе Милосављевић | 2. децембар 2012.  |
| Уз помоћ Кларе Хајрачек, Бранко Јагодић успева непримећен да напусти место злочина. На фотографији коју је пронашао види се Михаљ Шијачки, тринаест година млађи, у време великог рата. Овај врли српски патриота стоји у првом реду међу угледним гостима на крунисању Карла Хабзбурга и Зите Бурбонске у Пешти, 1916. године. И друга фотографија, на којој су четири тајанствене покладе, указује да се испод маске једне од њих крије лице Михаља Шијачког. Сумња да је Шијачки "крвави брица" постаје сасвим озбиљна. Али долазак поручника Васића и инспектора Ота Кунца на каштел мења ситуацију. Они тврде да имају сведока који је на месту злочина видео Бранка Јагодића а да га притом нико није видео да је отишао? Траже од Бранка објашњење. Бранко се запетљава у лажима, када му неочекивано у помоћ прискаче брат Јован.... |                    |        |                |                    |                    |
| 8 | 8                  |        | Мирослав Лекић | Ђорђе Милосављевић | 9. децембар 2012.  |
| Убиство фотографа Бандике примораће поручника Васића да поново посети Мишку у пожаревачком затвору како би се нагодио да му открије идентитет убице.На жалост, за то је сада касно. Мишка је добио све што је захтевао и то управо од оног за којим поручник Васић већ данима безуспешно трага.Све што има да каже је да ће се убиства наставити. На каштелу се окупља подмладак богатих фамилија из Баната. У току је забава под маскама. На Лајков позив на соаре стиже и Софиија Корнголд. Али нису сви једнако добродошли .На Јованово изненађење, Михаљ Шијачки као своју пратиљу доводи Аиду... |                    |        |                |                    |                    |
| 9 | 9                  |        | Мирослав Лекић | Ђорђе Милосављевић | 16. децембар 2012. |
| На каштелу Јагодића у току је забава "богатих породица". Михаљ Шијачки је главни козер који анимира друштво... Бранко вреба прилику да разговора с њим у четири ока. Показује му инкриминисану фотографију и оптужује да стоји иза злочина који су се догодили, очекујући да Михаљ све призна. И заиста, притиснут доказима, Михаљ признаје да га је Бандика уцењивао фотографијом али с индигнацијом одбија било какву везу са злочинима који су почињени. Ако је Бранко намерио да настави Бандикин уцењивачки посао, нека само изволи. Бранко је збуњен, не зна да ли да му верује али догађај који ће убрзо уследити потврдиће да је Михаљ говори истину. Тајанствена поклада долази на каштел и наставља свој крвави пир... |                    |        |                |                    |                    |
| 10 | 10                 |        | Мирослав Лекић | Ђорђе Милосављевић | 23. децембар 2012. |
| Јован је уверен да Маришнени и собар Славен на тавану каштела крију неког свог рођака који је у сукобу са законом... Оно што је он мислио да су духови старог дворца били су заправо кораци непознатог који је ту јео и спавао данима и ноћима. Јован је убеђен да је то намеро чињено не би ли се он направо лудим и учинио подложним утицајима прошлости. Пошто је то прозрео, одлучан је да томе стане на крај. Подршку добија и од Борјане. Али духова прошлости није се лако ослободити... Још једанпут умешаће се у судбину породице Јагодић са неизвесним исходом... |                    |        |                |                    |                    |
| 11 | 11                 |        | Мирослав Лекић | Ђорђе Милосављевић | 30. децембар 2012. |
| Гроф Милан Јагодић открива синовима дуго скривану породичну тајну... Онај за кога су веровали да је разбојник који се крије на тавану каштела, заправо је њихов близак рођак. Обруч око њега се стеже и гроф Милан захтева од свих да помогну бегунцу у скривању и бекству. Али још једна тајна се разоткрива. У њеном средишту је инспектор међународне полиције Ото Кунц. А потом ће се догодити још један злочин... |                    |        |                |                    |                    |
| 12 | 12                 |        | Мирослав Лекић | Ђорђе Милосављевић | 6. јануар 2013.    |
| Бранко Јагодић ће посумњати ко би могао бити тајанствена "поклада" која је починила злочине. Од грофа Милана тражиће допуштење да са Јованом ухвате убицу, без уплитања жандара у акцију. Гроф Милан пристаје да се ствар реши без велике "гужве". Бранкове сумње се потврђују. Ухваћена је тајанствена поклада. Разоткрива се и прави мотив почињених злочина. Али не суочава се само Бранко са шокантним открићем. Исто ће доживети и Јован Јагодић проверавајући искреност своје везе са Борјаном Вранеш... |                    |        |                |                    |                    |

## Награде
На 3. Федису 2013. године:
- Награду за најбољи Глумачки пар добили су Нина Јанковић за улогу Александре Богдановић и Гордан Кичић за улогу Бранка Јагодића.
- Славица Вучетић и Радослав Миленковић - Повеља за запажену улогу
- Мирослав Лекић - Златна антена за режију